# Det stod i avisen
Det stod i avisen er en dansk film fra 1962, skrevet og instrueret af Peer Guldbrandsen. Filmen indeholder 6 små fortællinger, som foregives at være sande, og kædes sammen af 6 forskellige digte.

## Medvirkende
- Hanne Borchsenius
- Henning Moritzen
- Susse Wold
- Ebbe Langberg
- Asbjørn Andersen
- Karen Lykkehus
- Ove Sprogøe
- Astrid Villaume
- Axel Strøbye
- Poul Reichhardt
- Lily Broberg
- Ebbe Rode
- Berthe Qvistgaard
- Tove Maës
- Karin Nellemose
- Johannes Meyer